# Stanová střecha

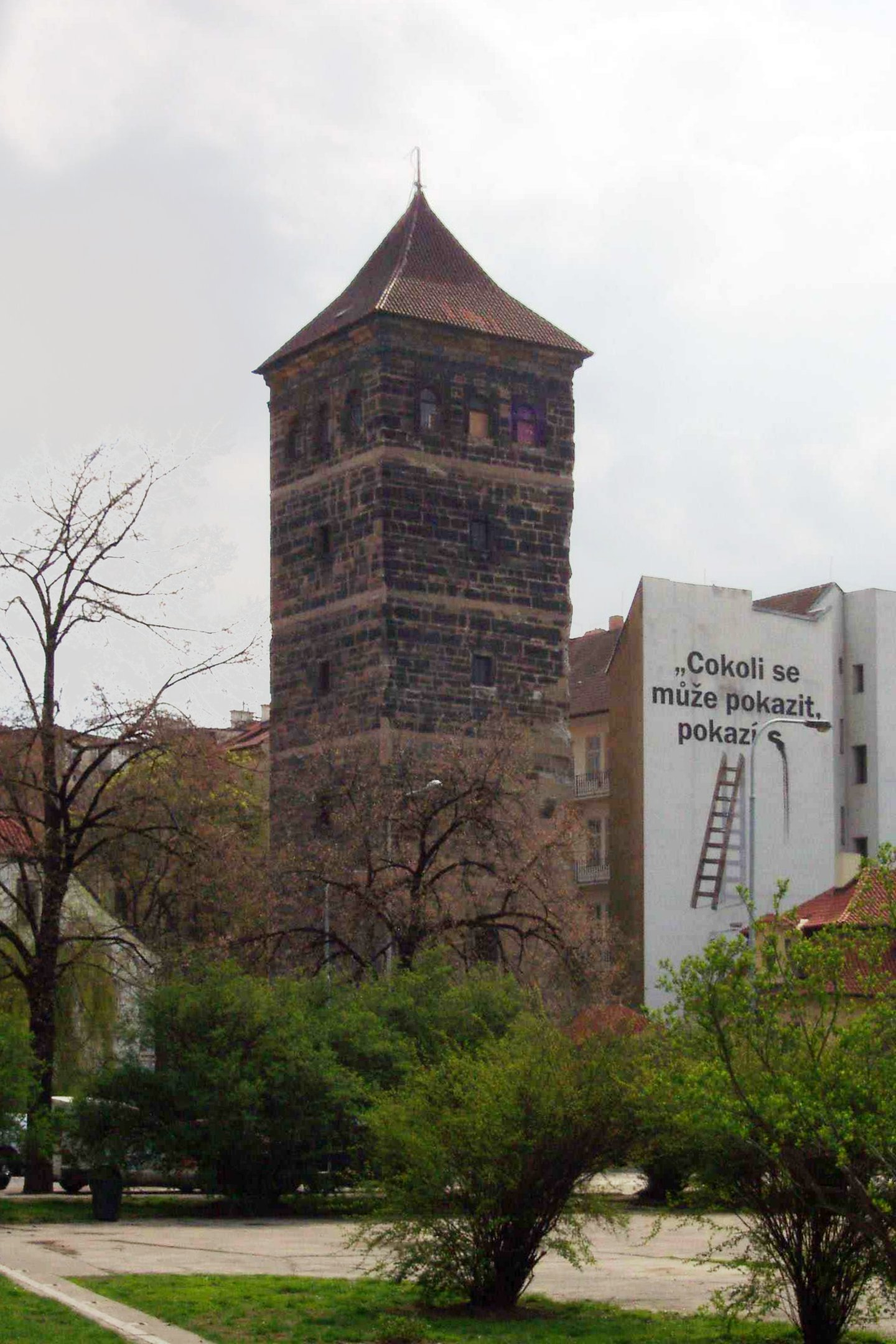
Praha, Novomlýnská vodárenská věž

Stanová střecha (někdy též jehlanová střecha) je střecha, která má zpravidla čtyři střešní roviny, jež se sbíhají do středového vrcholu a tvoří tak čtyřboký nebo i víceboký jehlan. Používá se na samostatně stojících budovách přibližně čtvercového půdorysu, ovšem setkat se s ní lze i na obdélníkovém půdoryse - příkladem může být první varianta střechy na katedrále v Plzni, většinou se ale v případě protáhlého půdorysu umísťují stanové střechy v řadě za sebou, tak jak je to patrné u Barbory v Kutné Hoře.

## Současné sakrální střechy
Původní stanová střecha se nachází na olomouckém kostele Neposkvrněného Početí Panny Marie, dále tu patří střecha kostela sv. Mikuláše v Lounech, Všech svatých v Litoměřicích, svatého Kříže v České Lípě a střecha litoměřického měšťanského domu zvaného Pod Bání neboli Kalich. Chrám svaté Barbory v Kutné Hoře má trojici gotizujících stanových střech, které zřejmě odpovídají původnímu gotickému řešení.

## Fotogalerie

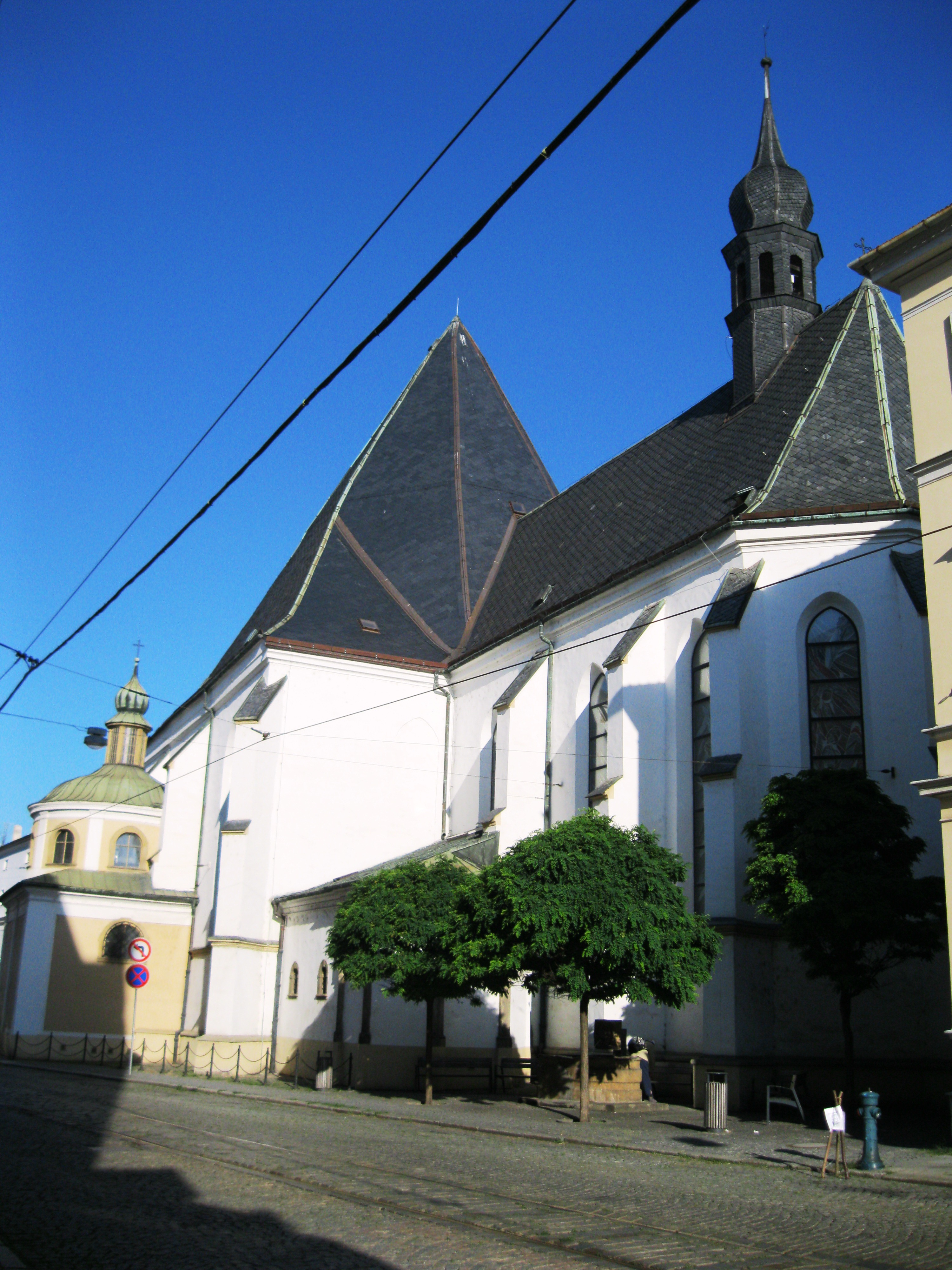
Kostel Neposkvrněného Početí Panny Marie v Olomouci
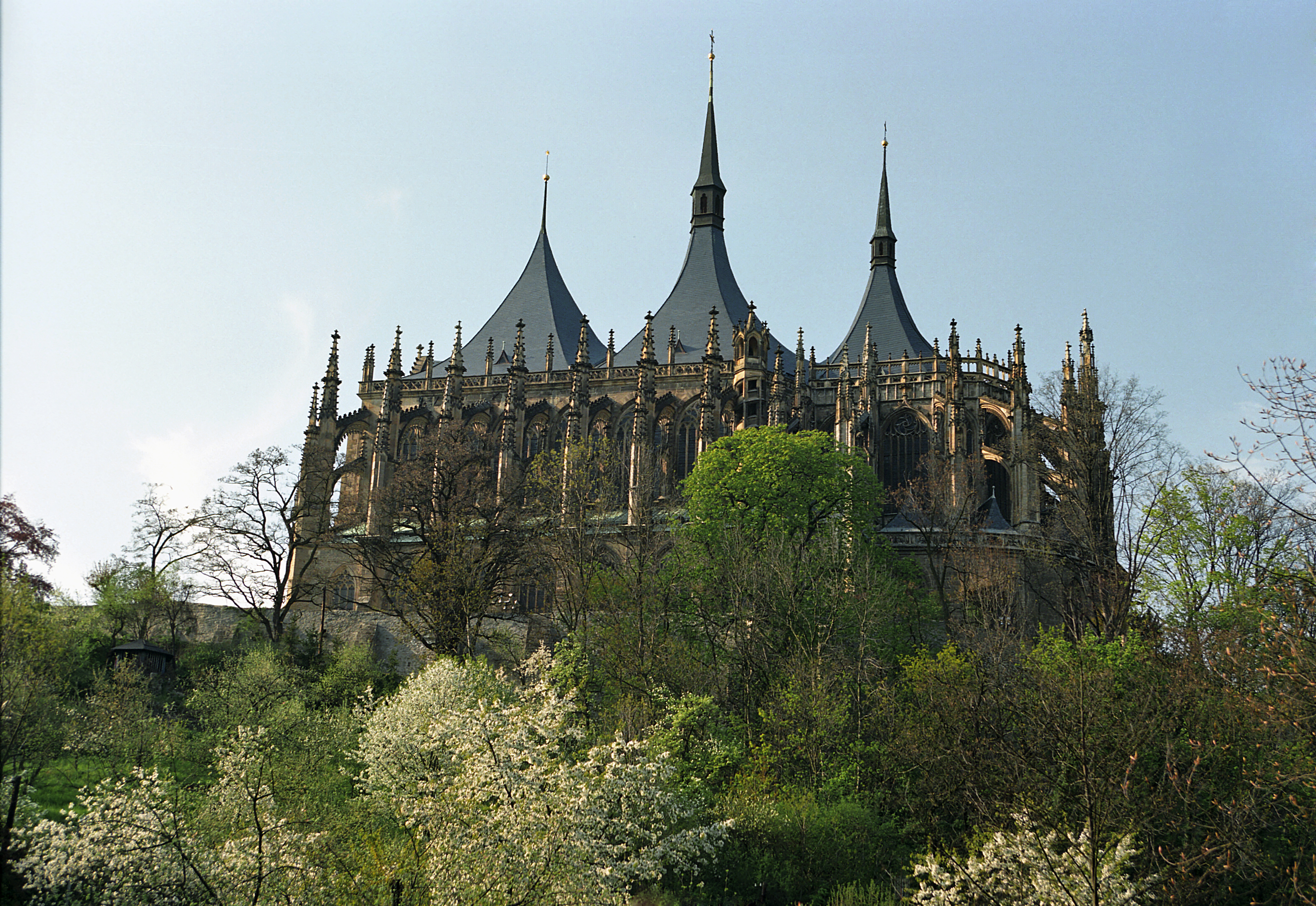
Kutnohorský Chrám svaté Barbory
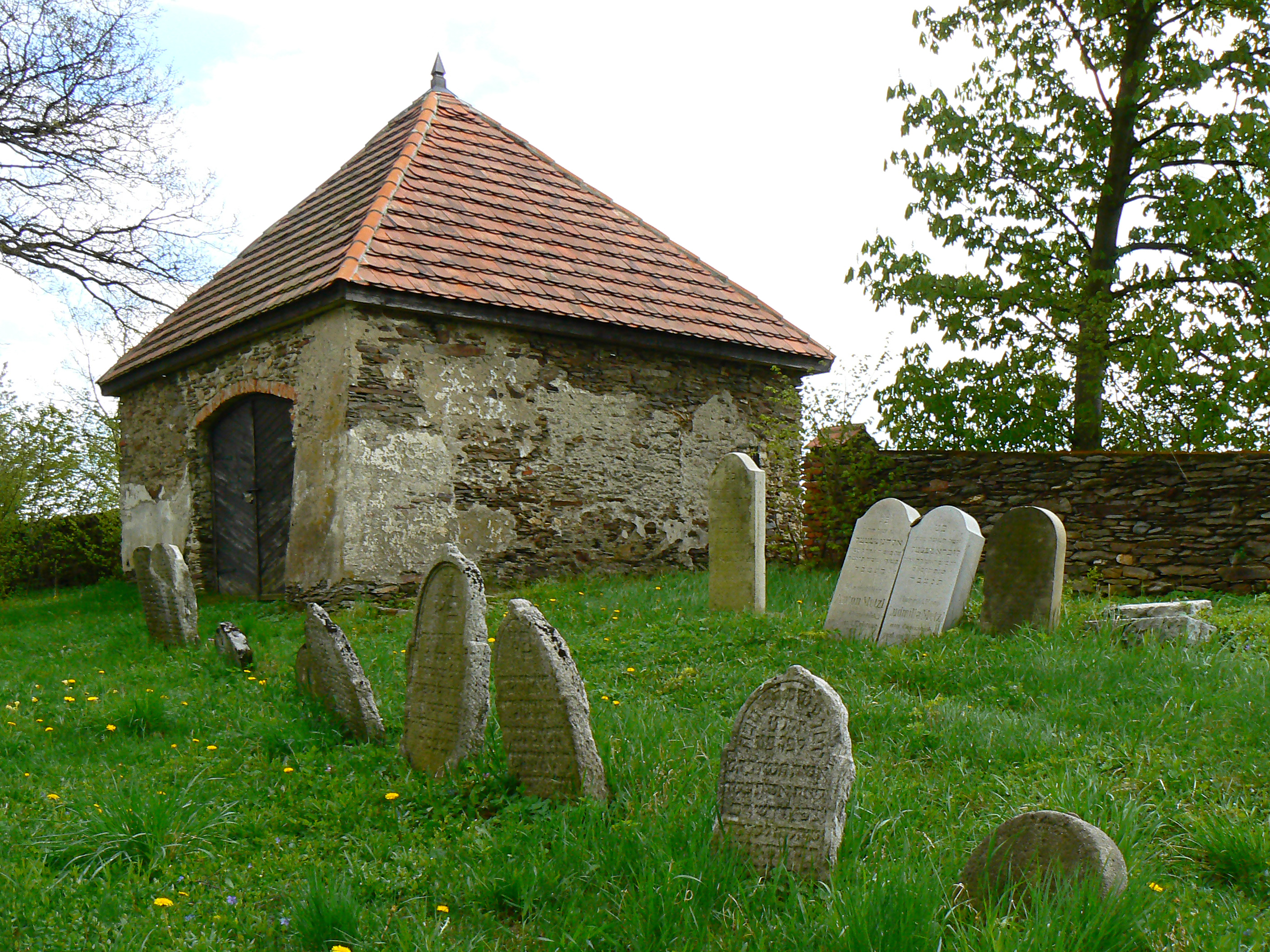
Márnice na židovském hřbitově v Radeníně
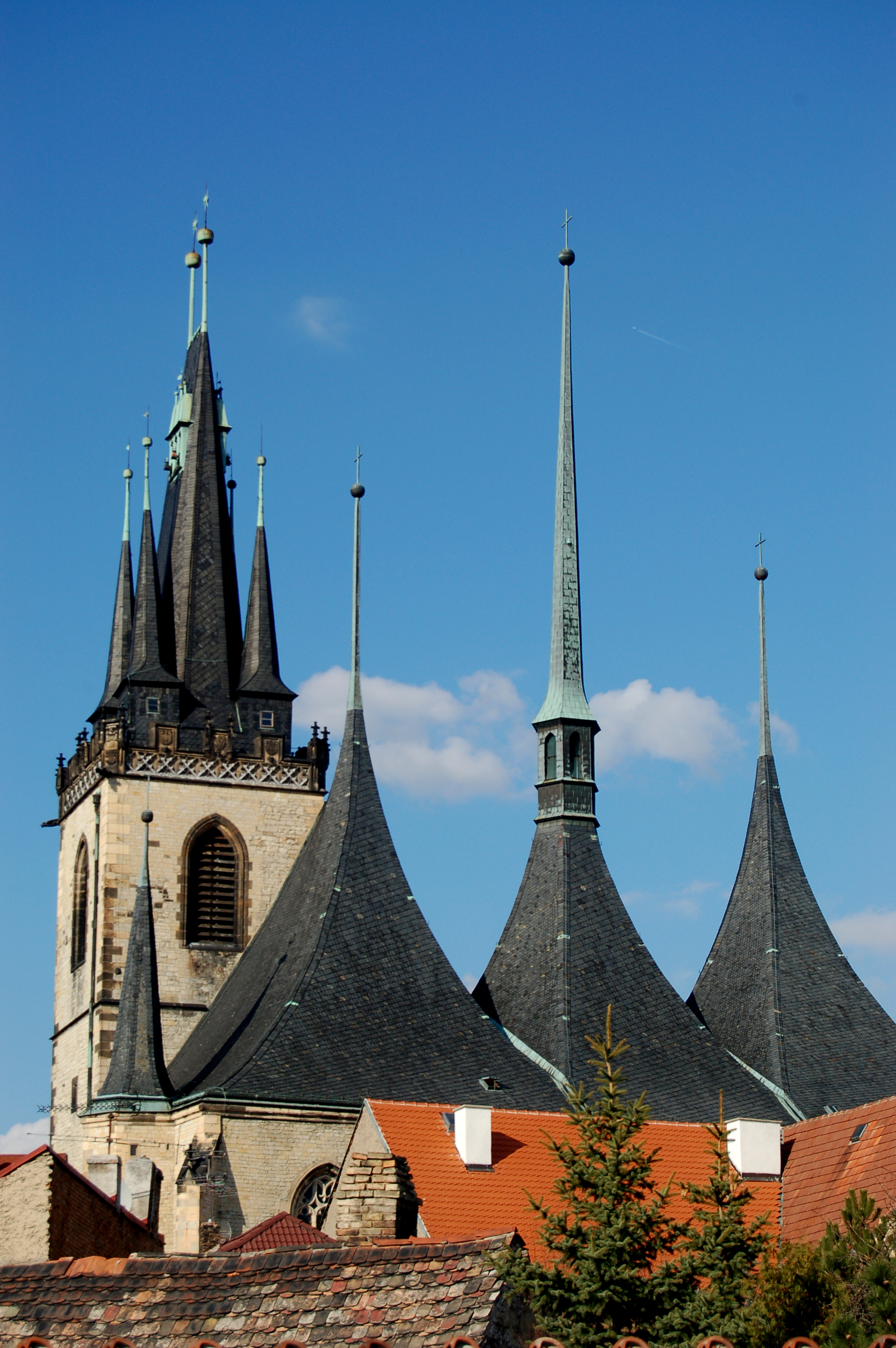
Zastřešení kostela sv. Mikuláše v Lounech